# رهبر عالی
رهبر عالی یا رهبر اعلی یا پیشوای عالی به‌طور معمول اشاره به فردی دارد که در میان یک دولت، سازمان و گروهای به این شکل قادر به هدایت و اقتدار بیشتری باشد. در دین این نقش معمولاً با یک فرد تلقی می‌شود که به عنوان نماینده یا جلوه‌ای از یک خدا یا خدایان بر روی زمین می‌باشد. در سیاست یک رهبر معمولاً دارای کیش شخصیت می‌باشد برای مثال می‌توان به موارد زیر اشاره کرد:
- آدولف هیتلر (پیشوا) در آلمان نازی
- بنیتو موسولینی (هایشان) در ایتالیا
- هیروهیتو در ژاپن
- ژوزف استالین (Vozhd) در اتحاد جماهیر شوروی
- سید علی خامنه‌ای در ایران
- رهبر کره شمالی
- رهبر عالی‌مقام چین
- دبیرکل حزب کمونیست در کشورهای کمونیست

دیکتاتورها و رهبران سیاسی احزاب زیادی وجود داشته‌است که تحت عناوین سیاسی خود را به جایگاه رهبری اعلی رسانده‌اند. به عنوان مثال در جنگ جهانی دوم بسیاری از رهبران فاشیستی و جناح راست نقش خود را به حکومت هیتلر دادند و او را به او لقب پیشوا دادند.

## لیست برخی رهبران

### دهه ۱۹۳۰ و بعد از آن
- بنیتو موسولینی، دیکتاتور فاشیست ایتالیا، نخست‌وزیر و رهبر ملی حزب فاشیست با عنوان دوککه به معنی "رهبر"
- کارلیس اولمانیس رئیس‌جمهور استبدادی لتونی به عنوان "رهبر مردم" و "پدر ملت".
- ژتولیو وارگاس، دیکتاتور برزیل، در منطقه خود پس از سال ۱۹۳۰ به عنوان "رهبر معظم انقلاب".
- آدولف هیتلر دیکتاتور آلمان از سال ۱۹۳۳ تا ۱۹۴۵ به عنوان  پیشوا ("رهبر").
- فرانسیسکو فرانکو دیکتاتور اسپانیا به عنوان Caudillo, در اصل یک عنوان افتخاری برای رهبر ارتش.
- ایوانیس متاکساس یونانی دیکتاتور از سال ۱۹۳۶ تا زمان مرگ او در سال ۱۹۴۱ با عنوان IPA: [arçiˈɣos]) به معنای رهبر
- چیانگ کای-شک عملاً رهبر کومینتانگ جمهوری چین بود[۱]
- جوزف استالین عملاً رهبر اتحاد جماهیر شوروی از زمان پنجاهمین سالگرد تولد خود در سال ۱۹۲۹ به‌طور رسمی به عنوان رهبر معرفی شد.
الکساندر کولچاک، یکی از رهبران ارتش سفید "حاکم عالی (verkhovny pravitel) روسیه"
- رافائل تروجیلو دومینیکن دیکتاتور از سال ۱۹۳۰ تا ۱۹۶۱ به عهده گرفت که نام مستعار "ال جف" ("رئیس").
- سبهاش چاندرا بوز در جنبش استقلال هند به عنوان Netaji ("رهبر محترم") شناخته شده بود.

### جنگ جهانی دوم
- آنتونی پاولیچ به عنوان دیکتاتور از دولت مستقل کرواسی به عنوان Poglavnik ("رهبر").
- فرنتس سالاشی به عنوان دولت دیکتاتوری مجارستان با نام Nemzetvezető ("رهبر ملت").
- جوزف تیسو رئیس اول جمهوری اسلواکی با نام Vodca ("رهبر") در سال ۱۹۴۲.
- ایان آنتونسکو به عنوان نخست‌وزیر رومانی در بسیاری از جنگ جهانی دوم نام خود را Conducător ("رهبر") گذاشت.

### عصر جنگ سرد
- مائو تسه تونگ اولین رئیس حزب کمونیست چین رسماً به نام 伟大领袖毛主席 "رئیس بزرگ "
- کیم ایل سونگ اولین رئیس دولت کره شمالی به عنوان 위대한 수령 "رهبر بزرگ"
- لیافت علی خان اولین نخست‌وزیر مستقل پاکستان به عنوان("پدر ملت") و ("شهید ملت").
- احمد سوکارنو، رئیس‌جمهور پس از انقلاب اندونزی به عنوان (رهبر بزرگ انقلاب)
- فرانسوا دووالیه رئیس‌جمهور-دیکتاتور هائیتی به عنوان "رهبر معظم انقلاب"
- فردیناند مارکوس رئیس‌جمهور-دیکتاتور فیلیپین گاهی به عنوان "رهبر ملت".
- فیدل کاسترو رئیس‌جمهور کوبا به عنوان Máximo Líder ("بزرگترین رهبر")
- موبوتو سسه سوکو رئیس‌جمهور-دیکتاتور زئیر گاهی به عنوان "پدر مردم" و "ناجی ملت".
- آلفردو سترسنر رئیس‌جمهور پاراگوئه از سال ۱۹۵۴ تا سال ۱۹۸۹ به عنوان Gran Líder و Único Líder.
- عبدالکریم قاسم نخست‌وزیر عراق از سال ۱۹۵۸ تا ۱۹۶۳ نام رهبر
- صدام حسین رئیس‌جمهور-دیکتاتور عراق از سال ۱۹۷۹ تا سال ۲۰۰۳ به عنوان "رهبر"
- معمر قذافی از لیبی از سال ۱۹۷۹ تا ۲۰۱۱.
- عمر تریخس عملاً دیکتاتور پاناما از سال ۱۹۶۸ تا ۱۹۸۱ به عنوان Líder Máximo de la Revolución Panameña ("رهبر انقلاب پاناما").
- نور محمد ترکی، اولین رئیس‌جمهور طرفدار شوروی در افغانستان از سال ۱۹۷۸ تا ۱۹۷۹ به عنوان "رهبر بزرگ", "ستاره شرق" یا "متفکر بزرگ".
- رهبر ایران که بالاترین رتبه سیاسی و مذهبی در قانون اساسی جمهوری اسلامی ایران را دارد. اولین کسی که به این عنوان رسید روح‌الله خمینی بود، رهبر حال حاضر جمهوری اسلامی ایران علی خامنه ای است.
- رئیس‌جمهور ایالات متحده آمریکا گاهی به محاوره در ایالات متحده به عنوان "رهبر جهان آزاد"شناخته می‌شود. توجه داشته باشید که این هرگز به عنوان یک مقام رسمی به تصویب نرسید.

### پس از جنگ سرد
- نورسلطان نظربایف از سال ۱۹۹۱ رئیس‌جمهور قزاقستان با عنوان Ұлт Лидері - "رهبر ملت" با تصمیم مجلس در سال ۲۰۱۰.
- صفر مراد نیازوف با رئیس‌جمهور مادم العمر و دیکتاتور ترکمنستان به عنوان Türkmenbaşy ("رهبر همه قومیت ترکمن") و Serdar ("رهبر").
- کیم جونگ ایل که رسماً توسط دولت کره شمالی به عنوان 친애하는 지도자 - "جناب رهبر" و "بزرگ" (پدرش کیم ایل سونگ پس از مرگ به عنوان "رهبر بزرگ").
- کیم جونگ اون تا به حال یک "راهنمای اعلی" پس از پدرش کیم جونگ ایل که در سال ۲۰۱۱ درگذشت.

## داستان
- در جنگ ستارگان: نیرو برمی‌خیزد، اندی سرکیس در نقش رهبر اعظم اسنوک می‌باشد.
- در سال ۲۰۱۲ فیلم دیکتاتور، حافظ علاءالدین، رئیس‌جمهور نخست‌وزیر و رهبر می‌باشد.